# Liste der mexikanischen Botschafter in Polen
Die Botschaft befindet sich in der Staroscinska 1-B, Apt. 4-5
| Ernennung Akkreditierung | Name                                        | Bemerkungen     | ernannt von                   | akkreditiert bei der Regierung | Posten verlassen |
| ------------------------ | ------------------------------------------- | --------------- | ----------------------------- | ------------------------------ | ---------------- |
| 1930                     | Rodolfo Nervo                               |                 | Pascual Ortiz Rubio           | Ignacy Mościcki                | 1932             |
| 1932                     | Antonio Castro Leal                         | Geschäftsträger | Abelardo L. Rodríguez         | Ignacy Mościcki                | 1932             |
| 1934                     | Luciano José Joublanc Rivas                 | Geschäftsträger | Lázaro Cárdenas del Río       | Ignacy Mościcki                | 1939             |
| 1942                     | José Maximiliano Alfonso de Rosenzweig Díaz |                 | Manuel Ávila Camacho          | Władysław Raczkiewicz          | 1945             |
| 1946                     | Luciano José Joublanc Rivas                 |                 | Miguel Alemán Valdés          | Boleslaw Bierut                | 1947             |
| 1947                     | Salvador R. Guzmán Esparza                  |                 | Miguel Alemán Valdés          | Boleslaw Bierut                | 1949             |
| 1949                     | Ernesto Hidalgo Ramírez                     |                 | Miguel Alemán Valdés          | Boleslaw Bierut                | 1952             |
| 1952                     | Manuel J. Gándara                           |                 | Adolfo Ruiz Cortines          | Aleksander Zawadzki            | 1954             |
| 1954                     | Lamberto H. Obregón Serrano                 |                 | Adolfo Ruiz Cortines          | Aleksander Zawadzki            | 1955             |
| 1955                     | Juan Manuel Alcaraz Tornel                  |                 | Adolfo Ruiz Cortines          | Aleksander Zawadzki            | 1958             |
| 1958                     | Salvador Alva Cejudo                        |                 | Adolfo López Mateos           | Aleksander Zawadzki            | 1959             |
| 1960                     | Eduardo Espinosa y Prieto                   |                 | Adolfo López Mateos           | Aleksander Zawadzki            | 1965             |
| 1966                     | Delfín Sánchez Juárez                       |                 | Gustavo Díaz Ordaz            | Edward Ochab                   | 1968             |
| 1968                     | Francisco Espartaco García Estrada          |                 | Gustavo Díaz Ordaz            | Marian Spychalski              | 1969             |
| 1970                     | Mauro Gómez Peralta                         |                 | Luis Echeverría Álvarez       | Józef Cyrankiewicz             | 1971             |
| 1971                     | Rodolfo Navarrete Tejero                    |                 | Luis Echeverría Álvarez       | Józef Cyrankiewicz             | 1974             |
| 1974                     | Luis G. Zorrilla Ochoa                      |                 | Luis Echeverría Álvarez       | Henryk Jabłoński               | 1978             |
| 1978                     | Daniel Galán Méndez                         |                 | José López Portillo           | Henryk Jabłoński               | 1980             |
| 1983                     | Ernesto Madero Vázquez                      |                 | Miguel de la Madrid Hurtado   | Henryk Jabłoński               | 1983             |
| 1983                     | Carlos González Parrodi                     |                 | Miguel de la Madrid Hurtado   | Henryk Jabłoński               | 1987             |
| 1988                     | Arturo González Sánchez                     |                 | Carlos Salinas de Gortari     | Wojciech Jaruzelski            | 1990             |
| 1990                     | José Luis Vallarta Marrón                   |                 | Carlos Salinas de Gortari     | Wojciech Jaruzelski            | 1995             |
| 1995                     | José Gabriel Newman Valenzuela              |                 | Ernesto Zedillo Ponce de León | Lech Wałęsa                    | 1998             |
| 1998                     | Lorenzo Vignal Seelbach                     |                 | Ernesto Zedillo Ponce de León | Aleksander Kwaśniewski         | 2001             |
| 2001                     | Francisco José Cruz González                |                 | Vicente Fox Quesada           | Aleksander Kwaśniewski         |                  |
| 2007                     | Marco Antonio Loustaunau Caballero          | Geschäftsträger | Felipe Calderón Hinojosa      | Lech Kaczynski                 | 2007             |
| 2007                     | Ráphael Steger Cataño                       |                 | Felipe Calderón Hinojosa      | Lech Kaczynski                 | 2009             |
| 2009                     | Federico Daniel Chabaud Magnus              | Geschäftsträger | Felipe Calderón Hinojosa      | Bronisław Komorowski           | 2012             |
| 2012                     | Ricardo Villanueva Hallal                   |                 | Felipe Calderón Hinojosa      | Bronisław Komorowski           |                  |